# Кордит

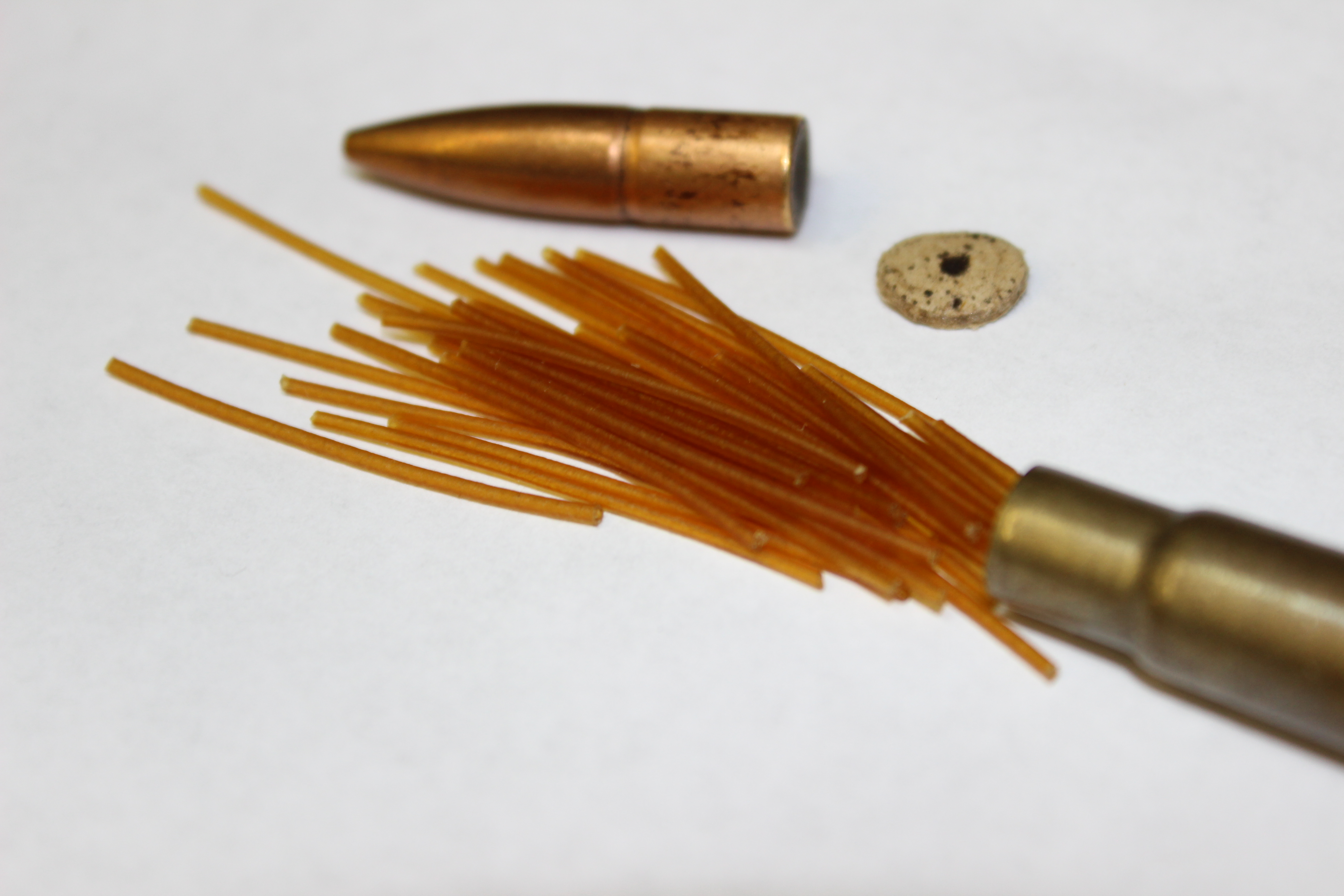
Пластинки кордиту

Кордит (англ. Cordite) — назва одного з видів нітрогліцеринового бездимного пороху, винахід якого у 1889 році здійснили англійські хіміки сер Фредерік Абель і професор Джеймс Дьюар. Після випробувань кордит був прийнятий на озброєння в Англії, як метальний склад для стрілецької зброї й артилерії.

## Історія
Приблизно в один час з Абелем у 1887 році у Великій Британії Альфред Нобель розробив балістит, один з перших нітрогліцеринових бездимних порохів, який складався з рівних частин пороху і нітрогліцерину, і отримав на нього британський патент.
Балістит був модифікований Фредеріком Абелем і Джеймсом Дьюаром у новий склад, який отримав назву кордит. Він також складається з нітрогліцерину і пороху, але використовує найбільш нітрований різновид пороху, нерозчинний в сумішах ефіру і спирту, в той час як Нобель використовував розчинні форми. Кордит став основним видом бездимних вибухових речовин на озброєнні британської армії протягом XX століття.
Кордит став предметом судових позовів між Нобелем і британським урядом в 1894 і 1895 рр. Нобель вважав, що його патент на балістит також включає і кордит, на практиці неможливо приготувати одну з форм у чистому вигляді, без домішки другої. Суд виніс постанову не на користь Нобеля.
У 1889 році британський патент на схожий склад також отримав зброяр Гайрем Максим, а в 1890 році його брат Хадсон Максим запатентував цей склад у США
Ці нові вибухові речовини були більш стабільними і більш безпечними в обігу, ніж білий порох, і, що не менш важливо — більш потужними.